# Солигалич
Солига́лич (рос. Солигалич, д.-рус. Соль Галічьская) — місто (з 1938) в Костромській області, адміністративний центр Солигалицького району, утворює міське поселення місто Солигалич.
Солигалич розташований у верхів'ях річки Костроми (ліва притока Волги), на Галицькій височині (відріг Північних Увалів) за 95 км на північ від залізничного вузла Галич, за 216 км на північний схід від Костроми. Є найпівнічнішим містом Центрального федерального округу.
Головне підприємство сучасного Солигалича — вапняний комбінат.

## Історія
Дрімучі тайгові ліси північно-західної частини сучасної Костромської області у верхній течії річки Костроми, де нині розташований Солигалич, до приходу слов'ян були заселені фіно-угорським плем'ям меря.
Місто згадується в літописах з 1335 року як Соль Галичьская. «Сіль» вказує на існування на цьому місці соляних промислів, а «Галичьская (Галицька)» — на приналежність до галицько-мерянського князівства.
Місцева легенда пов'язує його виникнення з побудовою Воскресенського монастиря, святе місце для якого було знайдено Галицьким князем Федором Семеновичем поруч з соляними джерелами в лісових нетрях на березі річки Костроми.
У середині XIV століття в складі Галицького князівства увійшов у володіння московських князів, в 1450 році остаточно приєднаний до Москви і опинився на східному кордоні Московського князівства. З цієї нагоди місто зміцнили — наприкінці XV століття на лівому березі Костроми побудували дерев'яну фортецю на земляному валу. Окружність її доходить до 405 метрів, висота його близько 8 метрів.
XVII століття було епохою процвітання міста, добробут якого становили сіль і вапно.
У 1609 році в Солигаличі було засновано воєводство, з 1708 року — у складі Архангелогородської губернії, з 1778 року — повітове місто Костромської губернії. Місто отримало герб, який зображає в верхньому полі костромський герб, в нижньому полі — три стопки солі на золотому полі, що означають, що в цих місцях здавна були соляні варниці.
Довгий час Солигалич був одним з найбільших центрів солевидобутку в країні, що мав першорядне значення. Власниками соляних варниць (їх в місті було не менше 65) були не тільки монастирі, а й князі, бояри і навіть посадські люди.
1808-го року дерев'яне місто практично повністю знищила пожежа, його відбудовували заново.
Масове солеваріння припинилося в 1823 році, оскільки до цього часу були виявлені поклади солі в інших місцях, де процес її отримання був набагато простішим. До середини XIX століття отримують розвиток виготовлення дьогтю і ковальський промисел. З початку XX століття активно розвивається лісова промисловість.
Місто має історичне радіально-кільцеве планування, центральну площу. Вулиці забудовані в основному дерев'яними будинками.
У місті є 61 пам'ятник архітектури, в тому числі одинадцять пам'ятників федерального значення і 50 пам'яток місцевого значення.
Наприкінці 1860-х років в місті проживало 2988 жителів, в тому числі 1296 чоловіків і 1 692 жінки. Більш ніж половина міського населення (51,5 %) становили міщани — 1539 осіб. За перепису 28 січня 1897 року в Солигаличі було 3420 жителів. Переважна більшість населення міста на початок XX століття було православним (99,2 %).

## Галерея

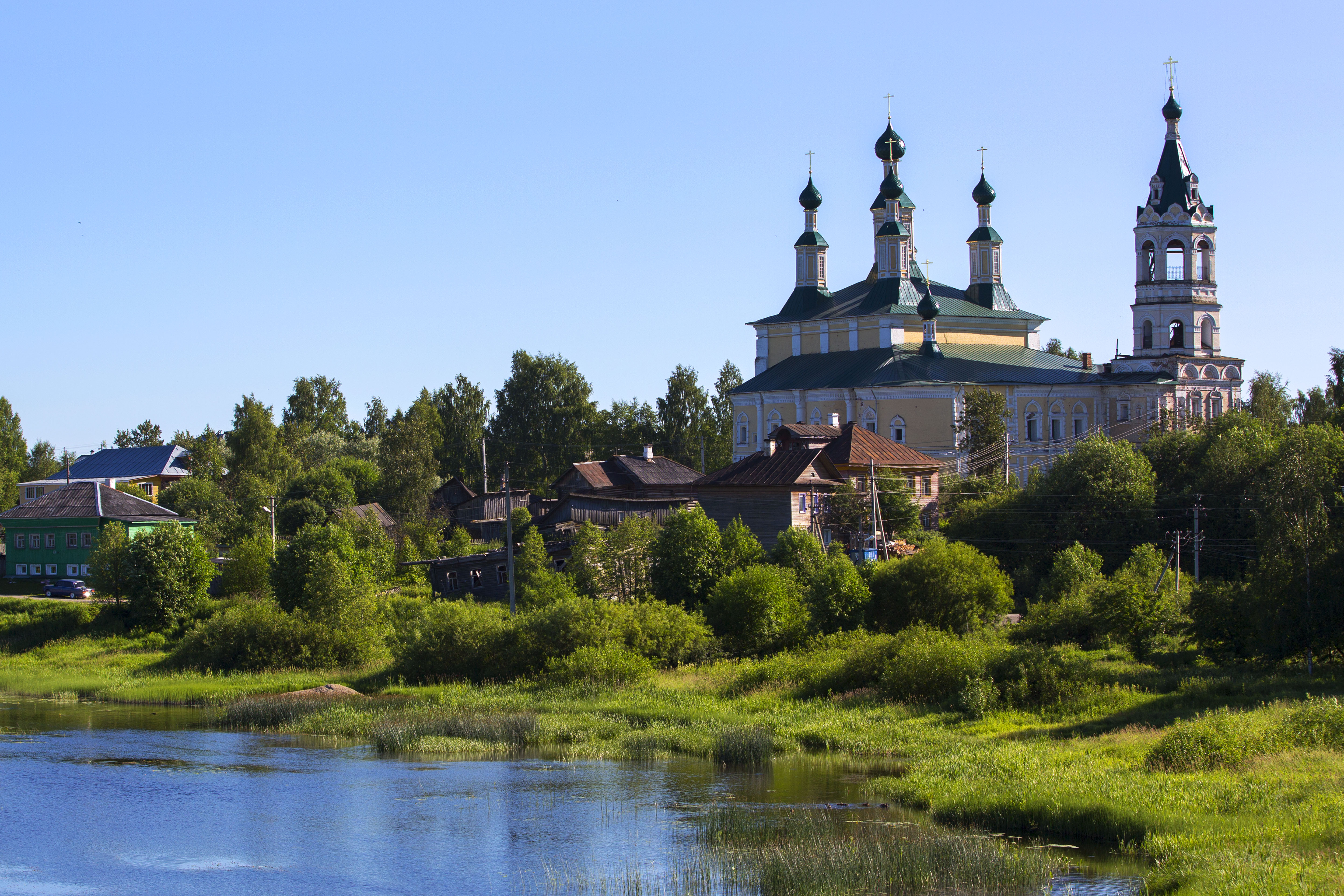
Собор Різдва Пресвятої Богородиці
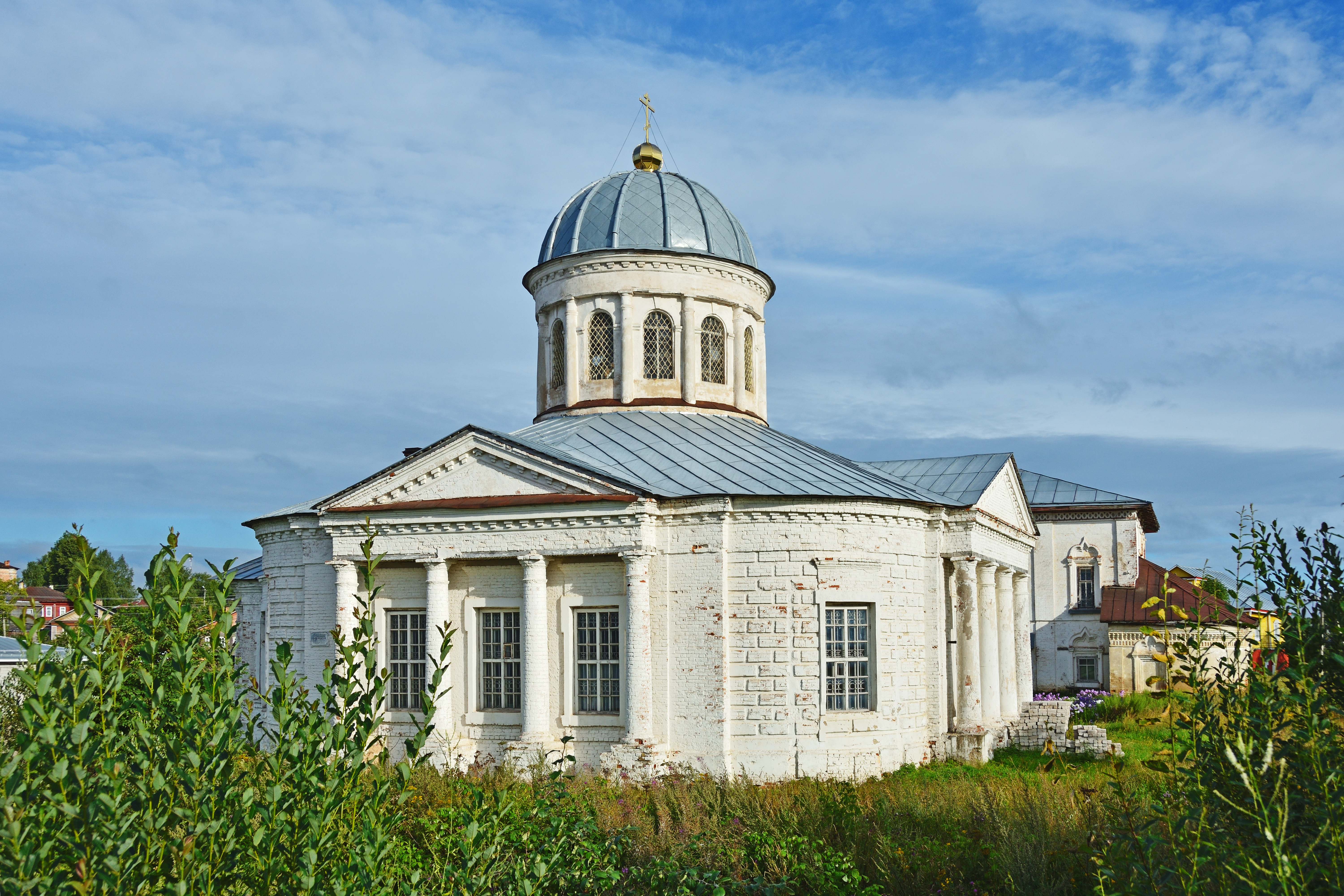
Преображенська церква
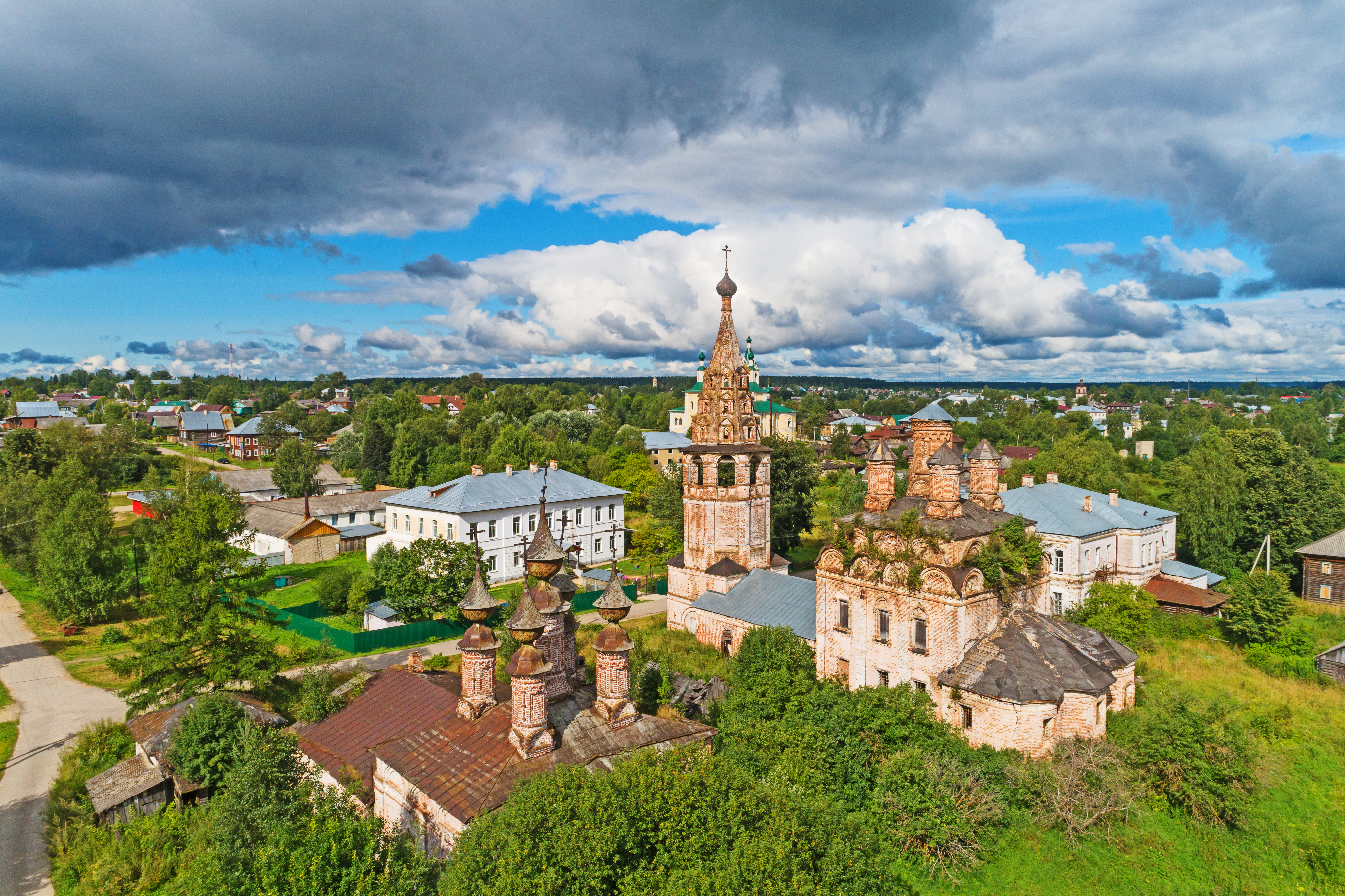
Воскресенський монастир
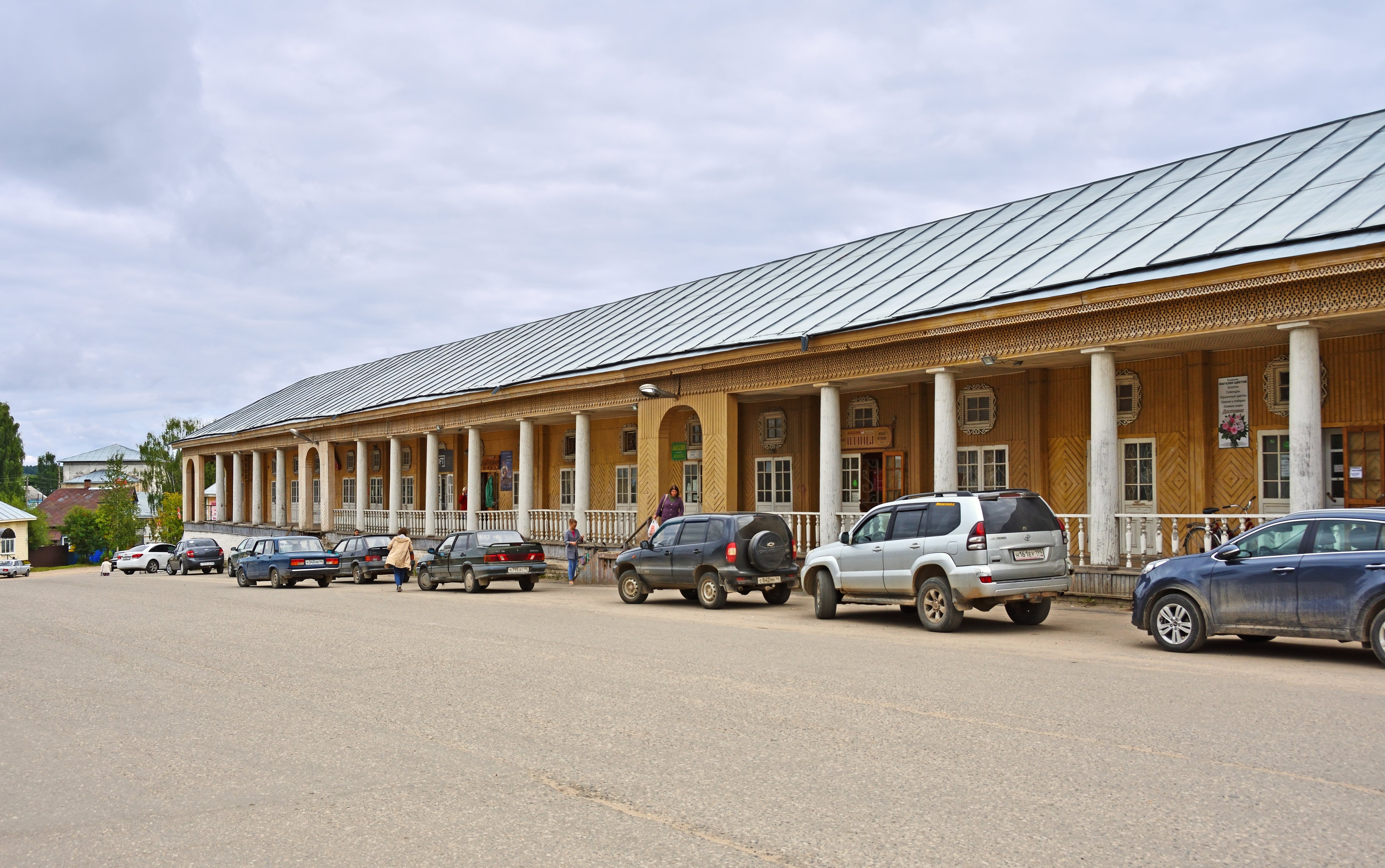
Торговельні ряди